# Vladimír Čech
Vladimír Čech (České Budějovice, Bohèmia, 25 de setembre de 1914 - Praga, 2 de febrer de 1992) va ser un director de cinema i guionista txec. Va dirigir més de 35 pel·lícules entre 1941 i 1980. El 1971 la seva pel·lícula Klíč (La clau) fou seleccionada al 7è Festival Internacional de Cinema de Moscou on va guanyar el premi de plata. I el 1972 la seva pel·lícula Svatba bez prstýnku fou seleccionada pel Festival Internacional de Cinema de Sant Sebastià 1972.

## Filmografia
- 1941: Strevícky panny Pavlíny
- 1947: Danová morálka
- 1951: Stika v rybníce
- 1951: Nejlepsí tip (documental)
- 1954: Expres z Norimberka
- 1956: Nezlob Kristino
- 1958: Cerný prapor
- 1959: První a poslední
- 1961: Komu tancí Havana
- 1964: Mezi námi zlodeji
- 1965: Alibi na vode (1965)
- 1965: Úplne vyrízený chlap (1965)
- 1967: Sedm havranu
- 1968: Bylo ctvrt a bude pul
- 1970: Svatá hrísnice
- 1971: Klíč
- 1972: Svatba bez prstýnku
- 1975: Akce v Istanbulu
- 1979: Silnejsí nez strach
- 1980: V hlavni roli Oldrich Novy